# Statistiche e record di Stan Wawrinka
| Finali in carriera                                                |                     |       |       |     |      |
| Specialità                                                        | Categoria           | Vinte | Perse | Tot | V %  |
| Singolare                                                         | Grande Slam         | 3     | 1     | 4   | 75%  |
| Singolare                                                         | Olimpiadi estive    | –     | –     | –   | –    |
| Singolare                                                         | Tour Finals         | –     | –     | –   | –    |
| Singolare                                                         | ATP Masters 10001   | 1     | 3     | 4   | 25%  |
| Singolare                                                         | ATP Tour 500        | 3     | 3     | 6   | 50%  |
| Singolare                                                         | ATP Tour 250        | 9     | 8     | 17  | 53%  |
| Singolare                                                         | Totale              | 16    | 15    | 31  | 52%  |
| Doppio                                                            | Grande Slam         | –     | –     | –   | –    |
| Doppio                                                            | Olimpiadi estive    | 1     | 0     | 1   | 100% |
| Doppio                                                            | Torneo di fine anno | –     | –     | –   | –    |
| Doppio                                                            | ATP Masters 10001   | 0     | 1     | 1   | 0%   |
| Doppio                                                            | ATP Tour 500        | –     | –     | –   | –    |
| Doppio                                                            | ATP Tour 250        | 2     | 3     | 5   | 40%  |
| Doppio                                                            | Totale              | 3     | 4     | 7   | 43%  |
| Totale                                                            | Totale              | 19    | 19    | 38  | 50%  |
| 1 Conosciuti in precedenza come "ATP Masters Series" (2004–2008). |                     |       |       |     |      |

In questa pagina sono riportate le statistiche e i record realizzati da Stan Wawrinka durante la carriera tennistica.

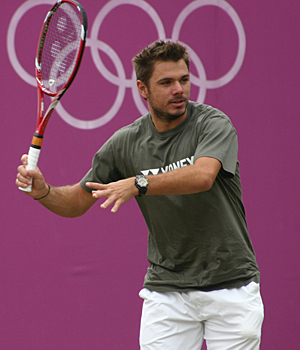
Wawrinka si allena per le Olimpiadi di Londra

## Statistiche

### Singolare

#### Vittorie (16)
| Legenda                                          |
| Grande Slam (3)                                  |
| Tennis Masters Cup / ATP Finals (0)              |
| Masters Series / ATP Masters 1000 (1)            |
| Giochi olimpici (0)                              |
| ATP International Series Gold / ATP Tour 500 (3) |
| ATP International Series / ATP Tour 250 (9)      |

| Legenda superfici |
| Cemento (9)       |
| Terra rossa (7)   |
| Erba (0)          |
| Sintetico (0)     |

| N.  | Data              | Torneo                                 | Superficie  | Avversari in finale    | Punteggio             |
| 1.  | 30 luglio 2006    | Croatia Open Umag, Umago               | Terra rossa | Novak Đoković          | 6-6 rit.              |
| 2.  | 11 aprile 2010    | Grand Prix Hassan II, Casablanca       | Terra rossa | Victor Hănescu         | 6-2, 6-3              |
| 3.  | 9 gennaio 2011    | Chennai Open, Chennai                  | Cemento     | Xavier Malisse         | 7-5, 4-6, 6-1         |
| 4.  | 5 maggio 2013     | Estoril Open, Estoril                  | Terra rossa | David Ferrer           | 6-1, 6-4              |
| 5.  | 5 gennaio 2014    | Chennai Open, Chennai (2)              | Cemento     | Édouard Roger-Vasselin | 7-5, 6-2              |
| 6.  | 26 gennaio 2014   | Australian Open, Melbourne             | Cemento     | Rafael Nadal           | 6-3, 6-2, 3-6, 6-3    |
| 7.  | 20 aprile 2014    | Monte Carlo Masters, Montecarlo        | Terra rossa | Roger Federer          | 4-6, 7-6(5), 6-2      |
| 8.  | 11 gennaio 2015   | Chennai Open, Chennai (3)              | Cemento     | Aljaž Bedene           | 6-4, 6-3              |
| 9.  | 15 febbraio 2015  | Rotterdam Open, Rotterdam              | Cemento (i) | Tomáš Berdych          | 4-6, 6-3, 6-4         |
| 10. | 7 giugno 2015     | Open di Francia, Parigi                | Terra rossa | Novak Đoković          | 4-6, 6-4, 6-3, 6-4    |
| 11. | 11 ottobre 2015   | Japan Open Tennis Championships, Tokyo | Cemento     | Benoît Paire           | 6-2, 6-4              |
| 12. | 10 gennaio 2016   | Chennai Open, Chennai (4)              | Cemento     | Borna Ćorić            | 6-3, 7-5              |
| 13. | 27 febbraio 2016  | Dubai Tennis Championships, Dubai      | Cemento     | Marcos Baghdatis       | 6-4, 7-6(13)          |
| 14. | 21 maggio 2016    | Geneva Open, Ginevra                   | Terra rossa | Marin Čilić            | 6-4, 7-6(11)          |
| 15. | 11 settembre 2016 | US Open, New York                      | Cemento     | Novak Đoković          | 6(1)-7, 6-4, 7-5, 6-3 |
| 16. | 27 maggio 2017    | Geneva Open, Ginevra (2)               | Terra rossa | Miša Zverev            | 4-6, 6-3, 6-3         |

#### Sconfitte (15)
| Legenda                                          |
| Grande Slam (1)                                  |
| Tennis Masters Cup / ATP Finals (0)              |
| Masters Series / ATP Masters 1000 (3)            |
| Giochi olimpici (0)                              |
| ATP International Series Gold / ATP Tour 500 (3) |
| ATP International Series / ATP Tour 250 (8)      |

| Legenda superfici |
| Cemento (7)       |
| Terra rossa (6)   |
| Erba (1)          |
| Sintetico (0)     |

| N.  | Data              | Torneo                               | Superficie  | Avversari in finale | Punteggio        |
| 1.  | 4 luglio 2005     | Swiss Open Gstaad, Gstaad            | Terra rossa | Gastón Gaudio       | 4-6, 4-6         |
| 2.  | 22 luglio 2007    | Stuttgart Open, Stoccarda            | Terra rossa | Rafael Nadal        | 4-6, 5-7         |
| 3.  | 14 ottobre 2007   | Vienna Open, Vienna                  | Cemento (i) | Novak Đoković       | 4-6, 0-6         |
| 4.  | 5 gennaio 2008    | Qatar Open, Doha                     | Cemento     | Andy Murray         | 4-6, 6-4, 2-6    |
| 5.  | 11 maggio 2008    | Internazionali d'Italia, Roma        | Terra rossa | Novak Đoković       | 6-4, 3-6, 3-6    |
| 6.  | 4 gennaio 2010    | Chennai Open, Chennai                | Cemento     | Marin Čilić         | 6(2)-7, 6(3)-7   |
| 7.  | 24 febbraio 2013  | Argentina Open, Buenos Aires         | Terra rossa | David Ferrer        | 4-6, 6-3, 1-6    |
| 8.  | 12 maggio 2013    | Madrid Open, Madrid                  | Terra rossa | Rafael Nadal        | 2-6, 4-6         |
| 9.  | 22 giugno 2013    | Rosmalen Open, 's-Hertogenbosch      | Erba        | Nicolas Mahut       | 3-6, 4–6         |
| 10. | 25 settembre 2016 | St. Petersburg Open, San Pietroburgo | Cemento (i) | Alexander Zverev    | 2-6, 6-3, 5-7    |
| 11. | 19 marzo 2017     | Indian Wells Masters, Indian Wells   | Cemento     | Roger Federer       | 4-6, 5-7         |
| 12. | 11 giugno 2017    | Roland Garros, Parigi                | Terra rossa | Rafael Nadal        | 2-6, 3-6, 1-6    |
| 13. | 17 febbraio 2019  | Rotterdam Open, Rotterdam            | Cemento (i) | Gaël Monfils        | 3-6, 6-1, 2-6    |
| 14. | 20 ottobre 2019   | European Open, Anversa               | Cemento (i) | Andy Murray         | 6-3, 4-6, 4-6    |
| 15. | 30 luglio 2023    | Croatia Open Umag, Umago             | Terra rossa | Alexei Popyrin      | 7-6(5), 3-6, 4-6 |

### Doppio

#### Vittorie (3)
| Legenda                                          |
| Grande Slam (0)                                  |
| Tennis Masters Cup / ATP Finals (0)              |
| Masters Series / ATP Masters 1000 (0)            |
| Giochi olimpici (1)                              |
| ATP International Series Gold / ATP Tour 500 (0) |
| ATP International Series / ATP Tour 250 (2)      |

| Legenda superfici |
| Cemento (2)       |
| Terra rossa (1)   |
| Erba (0)          |
| Sintetico (0)     |

| N. | Data           | Torneo                               | Superficie  | Compagno         | Avversari in finale                | Punteggio             |
| 1. | 16 agosto 2008 | Giochi della XXIX Olimpiade, Pechino | Cemento     | Roger Federer    | Simon Aspelin Thomas Johansson     | 6-3, 6-4, 6(4)-7, 6-3 |
| 2. | 6 gennaio 2013 | Chennai Open, Chennai                | Cemento     | Benoît Paire     | Andre Begemann Martin Emmrich      | 6-2, 6-1              |
| 3. | 23 luglio 2023 | Swiss Open Gstaad, Gstaad            | Terra rossa | Dominic Stricker | Marcelo Demoliner Matwé Middelkoop | 7-6(8), 6-2           |

#### Sconfitte (4)
| Legenda                                          |
| Grande Slam (0)                                  |
| Tennis Masters Cup / ATP Finals (0)              |
| Masters Series / ATP Masters 1000 (1)            |
| Giochi olimpici (0)                              |
| ATP International Series Gold / ATP Tour 500 (0) |
| ATP International Series / ATP Tour 250 (3)      |

| Legenda superfici |
| Cemento (2)       |
| Terra rossa (0)   |
| Erba (0)          |
| Sintetico (0)     |

| N. | Data            | Torneo                             | Superficie  | Compagno             | Avversari in finale                 | Punteggio           |
| 1. | 11 luglio 2004  | Swiss Open Gstaad, Gstaad          | Terra rossa | Marc Rosset          | Leander Paes David Rikl             | 4-6, 2-6            |
| 2. | 7 luglio 2008   | Swiss Open Gstaad, Gstaad (2)      | Terra rossa | Stéphane Bohli       | Jaroslav Levinský Filip Polášek     | 6-3, 2-6, [9-11]    |
| 3. | 11 gennaio 2009 | Chennai Open, Chennai              | Cemento     | Jean-Claude Scherrer | Eric Butorac Rajeev Ram             | 3-6, 4-6            |
| 4. | 19 marzo 2011   | Indian Wells Masters, Indian Wells | Cemento     | Roger Federer        | Aleksandr Dolhopolov Xavier Malisse | 4-6, 7-6(5), [7-10] |

### Statistiche vittorie
- 16 vittorie, di cui:
  - 1 nel 2006, 1 nel 2010, 1 nel 2011, 1 nel 2013, 3 nel 2014, 4 nel 2015, 4 nel 2016 e 1 nel 2017;
  - 8 su cemento outdoor, 1 su cemento indoor e 7 su terra;

e:
- 3 tornei del Grande Slam (1 nel 2014), (1 nel 2015), (1 nel 2016);
  - 1 torneo Master Series (1 nel 2014);

## Risultati in progressione
| V | F | SF | QF | #T | RR | Q# | A | Z# | PO | O | F-A | SF-B | ND |

(V) Torneo vinto; raggiunto (F) finale, (SF) semifinale, (QF) quarti di finale, (#T) turni 4, 3, 2, 1; (RR) round - robin; (Q#) Turno di qualificazione; (A) assente dal torneo; (Z#) Zona gruppo Coppa Davis/Fed Cup (con indicazione numero); (PO) play-off Coppa Davis o Fed Cup; vinto un (O) oro, (F-A) argento o (SF-B) bronzo ai Giochi Olimpici; (ND) torneo non disputato.
Aggiornati al 27 aprile 2025 (Monte Carlo Masters).
| Torneo                 | 2003 | 2004 | 2005          | 2006          | 2007          | 2008  | 2009                      | 2010                      | 2011                      | 2012                      | 2013                      | 2014                      | 2015                      | 2016                      | 2017                      | 2018                      | 2019                      | 2020                      | 2021                      | 2022                      | 2023                      | 2024                      | 2025                      | Titoli  | V–S     | V % |
| ---------------------- | ---- | ---- | ------------- | ------------- | ------------- | ----- | ------------------------- | ------------------------- | ------------------------- | ------------------------- | ------------------------- | ------------------------- | ------------------------- | ------------------------- | ------------------------- | ------------------------- | ------------------------- | ------------------------- | ------------------------- | ------------------------- | ------------------------- | ------------------------- | ------------------------- | ------- | ------- | --- |
| Tornei del Grande Slam |      |      |               |               |               |       |                           |                           |                           |                           |                           |                           |                           |                           |                           |                           |                           |                           |                           |                           |                           |                           |                           |         |         |     |
| Australian Open        | A    | Q1   | Q2            | 2T            | 3T            | 2T    | 3T                        | 3T                        | QF                        | 3T                        | 4T                        | V                         | SF                        | 4T                        | SF                        | 2T                        | 2T                        | QF                        | 2T                        | A                         | 1T                        | 1T                        | 1T                        | 1 / 19  | 43–18   | 70% |
| Roland Garros          | A    | Q1   | 3T            | 1T            | 2T            | 3T    | 3T                        | 4T                        | 4T                        | 4T                        | QF                        | 1T                        | V                         | SF                        | F                         | 1T                        | QF                        | 3T                        | A                         | 1T                        | 2T                        | 2T                        | 1T                        | 1 / 20  | 46–19   | 71% |
| Wimbledon              | A    | A    | 1T            | 3T            | 1T            | 4T    | 4T                        | 1T                        | 2T                        | 1T                        | 1T                        | QF                        | QF                        | 2T                        | 1T                        | 2T                        | 2T                        | ND                        | A                         | 1T                        | 3T                        | 2T                        |                           | 0 / 18  | 23–18   | 56% |
| US Open                | A    | Q2   | 3T            | 3T            | 4T            | 4T    | 1T                        | QF                        | 2T                        | 4T                        | SF                        | QF                        | SF                        | V                         | A                         | 3T                        | QF                        | A                         | A                         | 1T                        | 3T                        | 1T                        |                           | 1 / 17  | 46–16   | 74% |
| V–S                    | 0–0  | 0–0  | 4–3           | 5–4           | 6–4           | 9–4   | 7–4                       | 9–4                       | 9–4                       | 8–4                       | 12–4                      | 13–3                      | 21–3                      | 16–3                      | 11–3                      | 4–4                       | 5–2                       | 6–2                       | 1–1                       | 0–3                       | 5–4                       | 2–4                       | 0–2                       | 3 / 74  | 158-71  | 69% |
| ATP Tour Masters 1000  |      |      |               |               |               |       |                           |                           |                           |                           |                           |                           |                           |                           |                           |                           |                           |                           |                           |                           |                           |                           |                           |         |         |     |
| Indian Wells           | A    | A    | A             | 2T            | A             | QF    | 4T                        | A                         | QF                        | 3T                        | 4T                        | 4T                        | 2T                        | 4T                        | F                         | A                         | 3T                        | ND                        | A                         | A                         | 4T                        | 1T                        | A                         | 0 / 13  | 27-13   | 68% |
| Miami                  | A    | A    | A             | 2T            | A             | 2T    | 4T                        | 3T                        | 2T                        | A                         | A                         | 4T                        | 3T                        | 2T                        | 4T                        | A                         | 2T                        | ND                        | A                         | A                         | A                         | A                         | A                         | 0 / 10  | 9-10    | 47% |
| Monte Carlo            | A    | A    | A             | 1T            | A             | 1T    | SF                        | 3T                        | A                         | QF                        | QF                        | V                         | 3T                        | QF                        | 3T                        | A                         | 2T                        | ND                        | A                         | 1T                        | 2T                        | 1T                        | 1T                        | 1 / 15  | 22-13   | 63% |
| Roma                   | A    | A    | 2T            | 1T            | 1T            | F     | 3T                        | QF                        | 3T                        | 3T                        | 2T                        | 3T                        | SF                        | 3T                        | 3T                        | 1T                        | 1T                        | 1T                        | A                         | 3T                        | 2T                        | A                         | A                         | 0 / 18  | 25–17   | 60% |
| Madrid                 | A    | A    | A             | 1T            | 1T            | 2T    | 3T                        | 3T                        | 1T                        | 3T                        | F                         | 2T                        | 3T                        | 2T                        | 2T                        | A                         | QF                        | ND                        | A                         | A                         | 2T                        | A                         | A                         | 0 / 14  | 17-14   | 55% |
| Montréal/Toronto       | A    | A    | 1T            | A             | 2T            | 3T    | 3T                        | 2T                        | QF                        | A                         | 2T                        | 3T                        | 2T                        | SF                        | A                         | 3T                        | 2T                        | ND                        | A                         | 1T                        | A                         | A                         |                           | 0 / 13  | 16-13   | 55% |
| Cincinnati             | A    | A    | A             | 3T            | 1T            | A     | 1T                        | 2T                        | 1T                        | SF                        | 2T                        | QF                        | QF                        | 3T                        | A                         | QF                        | 2T                        | A                         | A                         | 1T                        | 3T                        | A                         |                           | 0 / 14  | 19-14   | 58% |
| Shanghai               | A    | A    | A             | A             | 1T            | 3T    | 3T                        | 2T                        | 3T                        | 3T                        | QF                        | 2T                        | QF                        | 3T                        | A                         | 1T                        | A                         | ND                        | ND                        | ND                        | 1T                        | 2T                        |                           | 0 / 13  | 14–13   | 52% |
| Parigi                 | A    | A    | 2T            | 2T            | 3T            | 2T    | 1T                        | 3T                        | 1T                        | 3T                        | QF                        | 3T                        | SF                        | 2T                        | A                         | A                         | 3T                        | QF                        | A                         | 1T                        | 1T                        | A                         |                           | 0 / 16  | 17-16   | 53% |
| V–S                    | 0–0  | 0–0  | 2–3           | 5–7           | 3–6           | 13–8  | 16–9                      | 13–8                      | 10–8                      | 15–7                      | 16–7                      | 13–8                      | 13–9                      | 10–9                      | 9–5                       | 5–4                       | 8–8                       | 3–1                       | 0–0                       | 2–5                       | 8–7                       | 1–3                       | 0–1                       | 1 / 126 | 166-124 | 57% |
| Nazionale              |      |      |               |               |               |       |                           |                           |                           |                           |                           |                           |                           |                           |                           |                           |                           |                           |                           |                           |                           |                           |                           |         |         |     |
| Giochi · Olimpici      | ND   | A    | Non disputati | Non disputati | Non disputati | 2T    | Non disputati             | Non disputati             | Non disputati             | 1T                        | Non disputati             | Non disputati             | Non disputati             | A                         | Non disputati             | Non disputati             | Non disputati             | Non disputati             | A                         | ND                        | ND                        | A                         | ND                        | 0 / 2   | 1–2     | 33% |
| Coppa Davis            | A    | QF   | 1T            | 1T            | PO            | PO    | 1T                        | 1T                        | PO                        | 1T                        | 1T                        | V                         | PO                        | 1T                        | A                         | A                         | A                         | A                         | A                         | A                         | A                         | A                         |                           | 1 / 13  | 23–13   | 64% |
| Statistiche Carriera   |      |      |               |               |               |       |                           |                           |                           |                           |                           |                           |                           |                           |                           |                           |                           |                           |                           |                           |                           |                           |                           |         |         |     |
|                        | 2003 | 2004 | 2005          | 2006          | 2007          | 2008  | 2009                      | 2010                      | 2011                      | 2012                      | 2013                      | 2014                      | 2015                      | 2016                      | 2017                      | 2018                      | 2019                      | 2020                      | 2021                      | 2022                      | 2023                      | 2024                      | 2025                      | Totale  | Totale  | V % |
| Tornei giocati         | 4    | 6    | 14            | 24            | 22            | 21    | 19                        | 18                        | 20                        | 19                        | 23                        | 18                        | 22                        | 21                        | 12                        | 17                        | 20                        | 8                         | 4                         | 14                        | 20                        | 17                        | 7                         | 370     | 370     | 370 |
| Titoli                 | 0    | 0    | 0             | 1             | 0             | 0     | 0                         | 1                         | 1                         | 0                         | 1                         | 3                         | 4                         | 4                         | 1                         | 0                         | 0                         | 0                         | 0                         | 0                         | 0                         | 0                         | 0                         | 16      | 16      | 16  |
| Finali                 | 0    | 0    | 1             | 1             | 2             | 2     | 0                         | 2                         | 1                         | 0                         | 4                         | 3                         | 4                         | 5                         | 3                         | 0                         | 2                         | 0                         | 0                         | 0                         | 1                         | 0                         | 0                         | 31      | 31      | 31  |
| Cemento V–S            | 0–0  | 0–1  | 3–8           | 13–11         | 16–12         | 19–14 | 15–12                     | 19–12                     | 22–10                     | 16–9                      | 23–14                     | 26–12                     | 37–12                     | 33–12                     | 14–5                      | 14–11                     | 23–12                     | 13–6                      | 3–3                       | 5–8                       | 16–15                     | 5–8                       | 0–4                       | 336–211 | 336–211 | 61% |
| Erba V–S               | 0–0  | 0–0  | 0–2           | 2–3           | 0–3           | 3–1   | 3–1                       | 0–1                       | 2–3                       | 0–2                       | 4–2                       | 7–2                       | 5–2                       | 1–2                       | 0–2                       | 2-3                       | 2–2                       | 0–0                       | 0–0                       | 1–2                       | 2–1                       | 1–1                       | 0–0                       | 35–35   | 35–35   | 50% |
| Terra V–S              | 2–3  | 0–5  | 12–4          | 13–7          | 5–7           | 14–6  | 13–7                      | 17–6                      | 11–7                      | 19–9                      | 24–7                      | 6–3                       | 13–4                      | 12–4                      | 12-4                      | 1-3                       | 8–5                       | 2–2                       | 0–0                       | 2–4                       | 9–7                       | 4–8                       | 1-3                       | 200–115 | 200–115 | 63% |
| Sintetico V–S          | 0–1  | 0–1  | 1–2           | 5–3           | 0–2           | 2–0   | Superficie non utilizzata | Superficie non utilizzata | Superficie non utilizzata | Superficie non utilizzata | Superficie non utilizzata | Superficie non utilizzata | Superficie non utilizzata | Superficie non utilizzata | Superficie non utilizzata | Superficie non utilizzata | Superficie non utilizzata | Superficie non utilizzata | Superficie non utilizzata | Superficie non utilizzata | Superficie non utilizzata | Superficie non utilizzata | Superficie non utilizzata | 8–9     | 8–9     | 47% |
| Totale V–S             | 2–4  | 0–7  | 16–16         | 33–24         | 21–24         | 38–21 | 31–20                     | 36–19                     | 36–20                     | 35–20                     | 51–23                     | 39–17                     | 55–18                     | 46–18                     | 26–11                     | 17–17                     | 33–19                     | 15–8                      | 3–3                       | 8–14                      | 27–23                     | 10–17                     | 1–7                       | 579–370 | 579–370 | 61% |
| Vittorie %             | 33%  | 0%   | 50%           | 58%           | 47%           | 64%   | 61%                       | 65%                       | 64%                       | 64%                       | 69%                       | 70%                       | 75%                       | 72%                       | 70%                       | 50%                       | 64%                       | 65%                       | 50%                       | 36%                       | 54%                       | 37%                       | 13%                       | 61%     | 61%     | 61% |
| Ranking                | 169  | 162  | 55            | 30            | 36            | 13    | 21                        | 21                        | 17                        | 17                        | 8                         | 4                         | 4                         | 4                         | 9                         | 66                        | 16                        | 18                        | 82                        | 151                       | 49                        | 161                       |                           |         |         |     |

### Testa a testa con giocatori classificati top-10
Testa a testa di Wawrinka contro giocatori che sono stati top 10 della classifica mondiale. In grassetto i giocatori ancora in attività.
| Giocatori nº1 del ranking  |        |     |     |     |        |                                                         |
| Andy Roddick               | 1      | 4   | 3   | 1   | 75%    | Vinto (6–3, 6–4, 6–4), Australian Open 2011 4T          |
| Marat Safin                | 1      | 4   | 3   | 1   | 75%    | Vinto (6–3, 6–4), Toronto 2008 2T                       |
| Juan Carlos Ferrero        | 1      | 6   | 3   | 3   | 50%    | Vinto (2–6, 6–3, 6–4), Acapulco 2012 1T                 |
| Lleyton Hewitt             | 1      | 4   | 2   | 2   | 50%    | Perso (4–6, 5–7, 3–6), Wimbledon 2015 1T                |
| Daniil Medvedev            | 1      | 4   | 2   | 2   | 50%    | Vinto (6–4, 67–7, 6–3), Metz 2022 2T                    |
| Andy Murray                | 1      | 22  | 9   | 13  | 40.91% | Perso (63–7, 7–5, 5–7), Cincinnati 2022 1T              |
| Jannik Sinner              | 1      | 6   | 2   | 4   | 33.33% | Perso (3–6, 6–2, 4–6, 2–6), US Open 2023 3T             |
| Novak Đoković              | 1      | 27  | 6   | 21  | 22.22% | Perso (3–6, 1–6, 6(5)–7), Wimbledon 2023 3T             |
| Rafael Nadal               | 1      | 22  | 3   | 19  | 13.64% | Perso (4–6, 4–6), Parigi 2019 3T                        |
| Roger Federer              | 1      | 26  | 3   | 23  | 11.54% | Perso (64–7, 6–4, 65–7, 4–6), Roland Garros 2019 QF     |
| Carlos Moyá                | 1      | 1   | 0   | 1   | 0%     | Perso (3–6, 2–6), Umago 2007 1T                         |
| Giocatori nº2 del ranking  |        |     |     |     |        |                                                         |
| Tommy Haas                 | 2      | 2   | 0   | 2   | 0%     | Perso (7-5, 2-6, 3-6), Roma 2014 3T                     |
| Alexander Zverev           | 2      | 4   | 0   | 4   | 0%     | Perso (3-6, 61-7), Parigi 2020 QF                       |
| Giocatori nº3 del ranking  |        |     |     |     |        |                                                         |
| Stefanos Tsitsipas         | 3      | 1   | 1   | 0   | 100%   | Vinto (7–66, 5–7, 6–4, 3–6, 8–6), Roland Garros 2019 4T |
| Marin Čilić                | 3      | 15  | 13  | 2   | 86.67% | Vinto (7–63, 7–65), Parigi 2019 2T                      |
| Dominic Thiem              | 3      | 4   | 3   | 1   | 75%    | Vinto (6–4, 4–6, 7–62), Indian Wells 2017 QF            |
| David Nalbandian           | 3      | 9   | 6   | 3   | 66.67% | Vinto (6-1, 6-4), Montreal 2011 1T                      |
| Nikolaj Davydenko          | 3      | 3   | 2   | 1   | 66.67% | Perso (67-7, 63-7), Basilea 2012 1T                     |
| Milos Raonic               | 3      | 8   | 5   | 3   | 62.5%  | Vinto (6-4, 7-64), Rotterdam 2019 2T                    |
| Grigor Dimitrov            | 3      | 12  | 7   | 5   | 58.33% | Perso (4-6, 4-6), Acapulco 2020 QF                      |
| David Ferrer               | 3      | 14  | 7   | 7   | 50%    | Vinto (7-5, 6-2), ATP World Tour Finals 2015 RR         |
| Ivan Ljubičić              | 3      | 6   | 3   | 3   | 50%    | Vinto (6-4, 6-4), Parigi 2010 2T                        |
| Juan Martín del Potro      | 3      | 7   | 3   | 4   | 42.86% | Vinto (7-65, 4-6, 6-3, 6-2), US Open 2016 QF            |
| Giocatori nº4 del ranking  |        |     |     |     |        |                                                         |
| James Blake                | 4      | 3   | 3   | 0   | 100%   | Vinto (3-6, 6-4, 6-3, 7-63), Coppa Davis 2009 1T        |
| Sébastien Grosjean         | 4      | 2   | 2   | 0   | 100%   | Vinto (3-6, 6-4, 6-4), Marsiglia 2008 1T                |
| Tim Henman                 | 4      | 1   | 1   | 0   | 100%   | Vinto (2-6, 7-64, 6-4), Basilea 2006 2T                 |
| Tomáš Berdych              | 4      | 16  | 11  | 5   | 68.75% | Vinto (4-6, 6-3, 6-4), Rotterdam 2015 F                 |
| Kei Nishikori              | 4      | 11  | 7   | 4   | 63.64% | Vinto (6-3, 7-63), Madrid 2019 3T                       |
| Nicolas Kiefer             | 4      | 4   | 2   | 2   | 50%    | Vinto (6-4, 6-1), Montreal 2009 1T                      |
| Robin Söderling            | 4      | 4   | 2   | 2   | 50%    | Perso (63-7, 3-6), Parigi 2010 3T                       |
| Giocatori nº5 del ranking  |        |     |     |     |        |                                                         |
| Andrej Rublëv              | 5      | 3   | 2   | 1   | 66.67% | Vinto (1-6, 6–4, 6–3), Parigi 2020 4T                   |
| Jo-Wilfried Tsonga         | 5      | 8   | 5   | 3   | 62.5%  | Vinto (7-62, 6-4, 6-3), Australian Open 2017 QF         |
| Kevin Anderson             | 5      | 9   | 5   | 4   | 55.56% | Vinto (6-1, 6-3), Montreal 2016 QF                      |
| Tommy Robredo              | 5      | 9   | 3   | 6   | 33.33% | Vinto (7-5, 4-6, 7-67, 6-2), US Open 2014 4T            |
| Fernando González          | 5      | 5   | 0   | 5   | 0%     | Perso (7-5, 6-2, 4-6, 4-6, 4-6), Roland Garros 2008 3T  |
| Gastón Gaudio              | 5      | 1   | 0   | 1   | 0%     | Perso (4-6, 4-6), Gstaad 2005 F                         |
| Giocatori nº6 del ranking  |        |     |     |     |        |                                                         |
| Gilles Simon               | 6      | 7   | 4   | 3   | 57.14% | Perso (4-6, 4-6), Shanghai 2016 3T                      |
| Gaël Monfils               | 6      | 6   | 3   | 3   | 50%    | Perso (3-6, 6-1, 2-6), Rotterdam 2019 F                 |
| Giocatori nº7 del ranking  |        |     |     |     |        |                                                         |
| David Goffin               | 7      | 5   | 3   | 2   | 60%    | Perso (6-4, 0-6,2-6), Roma 2019 1T                      |
| Fernando Verdasco          | 7      | 6   | 3   | 3   | 50%    | Vinto (7-64, 6-4, 6-4), US Open 2016 1T                 |
| Richard Gasquet            | 7      | 3   | 1   | 2   | 33.33% | Perso (6–4, 4–6, 6–3, 4–6, 9–11), Wimbledon 2015 QF     |
| Mario Ančić                | 7      | 3   | 1   | 2   | 33.33% | Vinto (7-64, 6-4), New Haven 2007 1T                    |
| Mardy Fish                 | 7      | 3   | 0   | 3   | 0%     | Perso (2-6, 6-4, 6-4, 1-6, 7-9), Coppa Davis 2012 1T    |
| Giocatori nº8 del ranking  |        |     |     |     |        |                                                         |
| Marcos Baghdatis           | 8      | 6   | 6   | 0   | 100%   | Vinto (6-4, 7-613), Dubai 2016 F                        |
| Guillermo Cañas            | 8      | 2   | 2   | 0   | 100%   | Vinto (4-6, 6-4, 7-62), Gstaad 2008 QF                  |
| Jack Sock                  | 8      | 1   | 1   | 0   | 100%   | Vinto (7-63, 6-2), Canadian Open 2016 3T                |
| Janko Tipsarević           | 8      | 1   | 1   | 0   | 100%   | Vinto (6-3, 6-1), Roma 2012 2T                          |
| Diego Schwartzman          | 8      | 1   | 1   | 0   | 100%   | Vinto (6–2, 4–6, 6–3), Cincinnati 2018 1T               |
| Michail Južnyj             | 8      | 6   | 3   | 3   | 50%    | Vinto (7-63, 7-68), Montreal 2016 2T                    |
| Jürgen Melzer              | 8      | 4   | 2   | 2   | 50%    | Perso (6–3, 62–7, 6–2, 4–6, 6–8), Wimbledon 2012 1T     |
| Karen Chačanov             | 8      | 4   | 2   | 2   | 50%    | Perso (4–6, 5–7), Rotterdam 2021 1T                     |
| Radek Štěpánek             | 8      | 7   | 3   | 4   | 42.86% | Vinto (6-2, 6-3, 6-4), Australian Open 2016 2T          |
| John Isner                 | 8      | 5   | 2   | 3   | 40%    | Vinto (6–4, 4–1 rit.), Australian Open 2020 3T          |
| Giocatori nº9 del ranking  |        |     |     |     |        |                                                         |
| Fabio Fognini              | 9      | 6   | 5   | 1   | 83.33% | Vinto (7–62, 6–0, 6–2), Roland Garros 2017 3T           |
| Nicolás Almagro            | 9      | 9   | 6   | 3   | 66.67% | Vinto (w/o), Monte Carlo 2014 3T                        |
| Nicolás Massú              | 9      | 3   | 2   | 1   | 66.67% | Vinto (6-1, 6-1, 6-2), Roland Garros 2009 2T            |
| Roberto Bautista Agut      | 9      | 2   | 1   | 1   | 50%    | Perso (7–5, 6–3), Doha 2019 QF                          |
| Mariano Puerta             | 9      | 2   | 1   | 1   | 50%    | Vinto (3-6, 6-4, 6-3, 64-7, 6-1), Us Open 2005 2T       |
| Giocatori nº10 del ranking |        |     |     |     |        |                                                         |
| Ernests Gulbis             | 10     | 1   | 1   | 0   | 100%   | Vinto (6-1, 6-4), Monte Carlo 2010 2T                   |
| Cameron Norrie             | 10     | 1   | 1   | 0   | 100%   | Vinto (6–2, 6–3), Queen's 2018 1T                       |
| Lucas Pouille              | 10     | 1   | 1   | 0   | 100%   | Vinto (7-5, 6-3), Montecarlo 2019 1T                    |
| Juan Mónaco                | 10     | 5   | 4   | 1   | 80%    | Perso (7-65, 3-6, 4-6), Roma 2016 2T                    |
| Pablo Carreño Busta        | 10     | 4   | 3   | 1   | 75%    | Perso (5-7, 4-6), Båstad 2022 1T                        |
| Denis Shapovalov           | 10     | 3   | 1   | 2   | 33.33% | Perso (3–6, 63–7, 3–6), San Pietroburgo 2020 QF         |
| Félix Mantilla             | 10     | 1   | 0   | 1   | 0%     | Perso (62-7, 0-6), Barcellona 2004 1T                   |
| Totale                     | Totale | 395 | 193 | 202 | 48.86% | * Statistiche aggiornate al 2 settembre 2023.           |

### Vittorie contro i top-10 per stagione
| Stagione | 2005 | 2006 | 2007 | 2008 | 2009 | 2010 | 2011 | 2012 | 2013 | 2014 | 2015 | 2016 | 2017 | 2018 | 2019 | 2020 | 2021 | 2022 | 2023 | 2024 | Totale |
| Vittorie | 1    | 3    | 1    | 4    | 2    | 2    | 3    | 2    | 9    | 8    | 9    | 3    | 3    | 2    | 4    | 2    | 0    | 2    | 2    | 1    | 63     |

| Anno | Nº  | Avversario         | Rank | Torneo                           | Superficie  | Turno | Punteggio                |
| 2005 | 1.  | Mariano Puerta     | 10   | US Open, New York                | Cemento     | 2T    | 3–6, 6–4, 6–3, 64–7, 6–1 |
| 2006 | 2.  | David Ferrer       | 10   | Zagreb Indoors, Zagabria         | Sintetico   | 1T    | 4–6, 6–1, 6–3            |
| 2006 | 3.  | David Nalbandian   | 4    | Cincinnati Masters, Cincinnati   | Cemento     | 2T    | 6–4, 6–2                 |
| 2006 | 4.  | David Nalbandian   | 3    | Swiss Indoors, Basilea           | Sintetico   | QF    | 7–67, 6–2                |
| 2007 | 5.  | Tommy Robredo      | 8    | ATP New Haven, New Haven         | Cemento     | 3T    | 6–3, 6–3                 |
| 2008 | 6.  | Tomáš Berdych      | 10   | Indian Wells Open, Indian Wells  | Cemento     | 2T    | 2–6, 7–63, 6–4           |
| 2008 | 7.  | David Nalbandian   | 7    | Torneo Godó, Barcellona          | Terra rossa | 3T    | 6–3, 6–1                 |
| 2008 | 8.  | James Blake        | 8    | Internazionali d'Italia, Roma    | Terra rossa | QF    | 65–7, 7–65, 6–1          |
| 2008 | 9.  | Andy Roddick       | 6    | Internazionali d'Italia, Roma    | Terra rossa | SF    | 3–0 r                    |
| 2009 | 10. | Roger Federer      | 2    | Monte Carlo Masters, Monte Carlo | Terra rossa | 3T    | 6–4, 7–5                 |
| 2009 | 11. | Andy Roddick       | 6    | Shanghai Masters, Shanghai       | Cemento     | 2T    | 3–4 r                    |
| 2010 | 12. | Robin Söderling    | 7    | Internazionali d'Italia, Roma    | Terra rossa | 3T    | 6–3, 6–2                 |
| 2010 | 13. | Andy Murray        | 4    | US Open, New York                | Cemento     | 3T    | 63–7, 7–64, 6–3, 6–3     |
| 2011 | 14. | Tomáš Berdych      | 6    | Chennai Open, Chennai            | Cemento     | SF    | 6–4, 6–1                 |
| 2011 | 15. | Andy Roddick       | 8    | Australian Open, Melbourne       | Cemento     | 4T    | 6–3, 6–4, 6–4            |
| 2011 | 16. | Tomáš Berdych      | 7    | Indian Wells Open, Indian Wells  | Cemento     | 4T    | 3–6, 6–4, 6–4            |
| 2012 | 17. | Janko Tipsarević   | 8    | Internazionali d'Italia, Roma    | Terra rossa | 2T    | 6–3, 6–1                 |
| 2012 | 18. | David Ferrer       | 5    | Cincinnati Masters, Cincinnati   | Cemento     | 2T    | 6–4, 6–1                 |
| 2013 | 19. | Andy Murray        | 2    | Monte Carlo Masters, Monte Carlo | Terra rossa | 3T    | 6–1, 6–2                 |
| 2013 | 20. | David Ferrer       | 4    | Estoril Open, Estoril            | Terra rossa | F     | 6–1, 6–4                 |
| 2013 | 21. | Jo Wilfried Tsonga | 8    | Madrid Open, Madrid              | Terra rossa | QF    | 6–2, 69–7, 6–4           |
| 2013 | 22. | Tomáš Berdych      | 6    | Madrid Open, Madrid              | Terra rossa | SF    | 6–3, 4–6, 6–4            |
| 2013 | 23. | Richard Gasquet    | 9    | Open di Francia, Parigi          | Terra rossa | 4T    | 65–7, 4–6, 6–4, 7–5, 8–6 |
| 2013 | 24. | Tomáš Berdych      | 5    | US Open, New York                | Cemento     | 4T    | 3–6, 6–1, 7–66, 6–2      |
| 2013 | 25. | Andy Murray        | 3    | US Open, New York                | Cemento     | QF    | 6–4, 6–3, 6–2            |
| 2013 | 26. | Tomáš Berdych      | 6    | ATP World Tour Finals, Londra    | Cemento (i) | RR    | 6–3, 60–7, 6–3           |
| 2013 | 27. | David Ferrer       | 3    | ATP World Tour Finals, Londra    | Cemento (i) | RR    | 63-7, 6–4, 6–1           |
| 2014 | 28. | Novak Đoković      | 2    | Australian Open, Melbourne       | Cemento     | QF    | 2–6, 6–4, 6–2, 3–6, 9–7  |
| 2014 | 29. | Tomáš Berdych      | 7    | Australian Open, Melbourne       | Cemento     | SF    | 6–3, 6–71, 7–63, 7–64    |
| 2014 | 30. | Rafael Nadal       | 1    | Australian Open, Melbourne       | Cemento     | F     | 6–3, 6–2, 3–6, 6–3       |
| 2014 | 31. | Milos Raonic       | 10   | Monte Carlo Masters, Monte Carlo | Terra rossa | QF    | 7–65, 6–2                |
| 2014 | 32. | David Ferrer       | 6    | Monte-Carlo Masters, Monte Carlo | Terra rossa | SF    | 6–1, 7–63                |
| 2014 | 33. | Roger Federer      | 4    | Monte-Carlo Masters, Monte Carlo | Terra rossa | F     | 4–6, 7–65, 6–2           |
| 2014 | 34. | Tomáš Berdych      | 7    | ATP World Tour Finals, Londra    | Cemento (i) | RR    | 6–1, 6–1                 |
| 2014 | 35. | Marin Čilić        | 9    | ATP World Tour Finals, Londra    | Cemento (i) | RR    | 6–3, 4–6, 6–3            |
| 2015 | 36. | Kei Nishikori      | 5    | Australian Open, Melbourne       | Cemento     | QF    | 6–3, 6–4, 7–66           |
| 2015 | 37. | Milos Raonic       | 6    | Rotterdam Open, Rotterdam        | Cemento (i) | SF    | 7–63, 7–67               |
| 2015 | 38. | Tomáš Berdych      | 7    | Rotterdam Open, Rotterdam        | Cemento (i) | F     | 4–6, 6–3, 6–4            |
| 2015 | 39. | Rafael Nadal       | 7    | Internazionali d'Italia, Roma    | Terra rossa | QF    | 7–67, 6–2                |
| 2015 | 40. | Roger Federer      | 2    | Open di Francia, Parigi          | Terra rossa | QF    | 6–4, 6–3, 7–64           |
| 2015 | 41. | Novak Đoković      | 1    | Open di Francia, Parigi          | Terra rossa | F     | 4–6, 6–4, 6–3, 6–4       |
| 2015 | 42. | Rafael Nadal       | 6    | Paris Masters, Parigi            | Cemento (i) | QF    | 7–68, 7–67               |
| 2015 | 43. | David Ferrer       | 7    | ATP World Tour Finals, Londra    | Cemento (i) | RR    | 7–5, 6–2                 |
| 2015 | 44. | Andy Murray        | 2    | ATP World Tour Finals, Londra    | Cemento (i) | RR    | 7–65, 6–4                |
| 2016 | 45. | Kei Nishikori      | 7    | US Open, New York                | Cemento     | SF    | 4–6, 7–5, 6–4, 6–2       |
| 2016 | 46. | Novak Đoković      | 1    | US Open, New York                | Cemento     | F     | 61–7, 6–4, 7–5, 6–3      |
| 2016 | 47. | Marin Čilić        | 7    | ATP World Tour Finals, Londra    | Cemento (i) | RR    | 7–63, 7–63               |
| 2017 | 48. | Dominic Thiem      | 9    | Indian Wells Open, Indian Wells  | Cemento     | QF    | 6–4, 4–6, 7–62           |
| 2017 | 49. | Marin Čilić        | 7    | Open di Francia, Parigi          | Terra rossa | QF    | 6–3, 6–3, 6–1            |
| 2017 | 50. | Andy Murray        | 1    | Open di Francia, Parigi          | Terra rossa | SF    | 6–7, 6–3, 5–7, 7–63, 6–1 |
| 2018 | 51. | Grigor Dimitrov    | 6    | Wimbledon, Londra                | Erba        | 1T    | 1–6, 7–63, 7–65, 6–4     |
| 2018 | 52. | Grigor Dimitrov    | 8    | US Open, New York                | Cemento     | 1T    | 6–3, 6–2, 7–5            |
| 2019 | 53. | Kei Nishikori      | 7    | Rotterdam Open, Rotterdam        | Cemento (i) | SF    | 6–2, 4–6, 6–4            |
| 2019 | 54. | Kei Nishikori      | 7    | Madrid Open, Madrid              | Terra rossa | 3T    | 6–3, 7–63                |
| 2019 | 55. | Stefanos Tsitsipas | 6    | Open di Francia, Parigi          | Terra rossa | 4T    | 7–66, 5–7, 6–4, 3–6, 8–6 |
| 2019 | 56. | Novak Đoković      | 1    | US Open, New York                | Cemento     | 4T    | 6–4, 7–5, 2–1 rit.       |
| 2020 | 57. | Daniil Medvedev    | 4    | Australian Open, Melbourne       | Cemento     | 4T    | 6–2, 2–6, 4–6, 7–62, 6–2 |
| 2020 | 58. | Andrej Rublëv      | 8    | Paris Masters, Parigi            | Cemento (i) | 4T    | 1–6, 6–4, 6–3            |
| 2022 | 59. | Daniil Medvedev    | 4    | Moselle Open, Metz               | Cemento (i) | 2T    | 6–4, 67–7, 6–3           |
| 2022 | 60. | Casper Ruud        | 3    | Swiss Indoors, Basilea           | Cemento (i) | 1T    | 6–4, 6–4                 |
| 2023 | 61. | Holger Rune        | 8    | Indian Wells Open, Indian Wells  | Cemento     | 3T    | 6–2, 65–7, 7–5           |
| 2023 | 62. | Frances Tiafoe     | 10   | Cincinnati Open, Cincinnati      | Cemento     | 2T    | 6–3, 6–4                 |
| 2024 | 63. | Andrej Rublëv      | 7    | Stockholm Open, Stoccolma        | Cemento (i) | QF    | 7–65, 7–65               |

### Tornei del Grande Slam

#### Testa di serie nei tornei del Grande Slam
I tornei vinti da Wawrinka sono in grassetto.
| Anno | Australian Open    | Roland Garros      | Wimbledon          | US Open            |
| ---- | ------------------ | ------------------ | ------------------ | ------------------ |
| 2003 | Assente            | Assente            | Assente            | Assente            |
| 2004 | Assente            | Assente            | Assente            | Assente            |
| 2005 | Assente            | Non testa di serie | Non testa di serie | Non testa di serie |
| 2006 | Non testa di serie | Non testa di serie | Non testa di serie | Non testa di serie |
| 2007 | 31                 | Non testa di serie | Non testa di serie | Non testa di serie |
| 2008 | 26                 | 9                  | 13                 | 10                 |
| 2009 | 15                 | 17                 | 19                 | 19                 |
| 2010 | 19                 | 20                 | 20                 | 25                 |
| 2011 | 19                 | 14                 | 14                 | 14                 |
| 2012 | 21                 | 18                 | 25                 | 18                 |
| 2013 | 15                 | 9                  | 11                 | 9                  |
| 2014 | 8                  | 3                  | 5                  | 3                  |
| 2015 | 4                  | 8                  | 4                  | 5                  |
| 2016 | 4                  | 3                  | 4                  | 3                  |
| 2017 | 4                  | 3                  | 5                  | Assente            |
| 2018 | 9                  | 23                 | Non testa di serie | Non testa di serie |
| 2019 | Non testa di serie | 24                 | 22                 | 23                 |
| 2020 | 15                 | 16                 | Non disputato      | Assente            |
| 2021 | 17                 | Assente            | Assente            | Assente            |
| 2022 | Assente            | Non testa di serie | Non testa di serie | Non testa di serie |
| 2023 | Non testa di serie | Non testa di serie | Non testa di serie | Non testa di serie |
| 2024 | Non testa di serie | Non testa di serie | Non testa di serie | Non testa di serie |

### Guadagni
| Anno     | Grandi Slam | ATP Tour | Totale | Guadagni ($) | Posizione |
| -------- | ----------- | -------- | ------ | ------------ | --------- |
| 2002     | 0           | 0        | 0      | 290          | 660       |
| 2003     | 0           | 0        | 0      | 41.193       | 171       |
| 2004     | 0           | 0        | 0      | 53.045       | 168       |
| 2005     | 0           | 0        | 0      | 263.933      | 54        |
| 2006     | 0           | 1        | 1      | 454.360      | 30        |
| 2007     | 0           | 0        | 0      | 463.725      | 36        |
| 2008     | 0           | 0        | 0      | 965.692      | 13        |
| 2009     | 0           | 0        | 0      | 722.402      | 21        |
| 2010     | 0           | 1        | 1      | 845.981      | 21        |
| 2011     | 0           | 1        | 1      | 897.114      | 17        |
| 2012     | 0           | 0        | 0      | 876.691      | 17        |
| 2013     | 0           | 1        | 1      | 2.843.188    | 8         |
| 2014     | 1           | 2        | 3      | 5.582.116    | 4         |
| 2015     | 1           | 3        | 4      | 5.800.265    | 4         |
| 2016     | 1           | 3        | 4      | 6.099.060    | 3         |
| 2017     | 0           | 1        | 1      | 2.802.229    | 9         |
| Carriera | 3           | 13       | 16     | 27.972.506   | 9         |

### Coppa Davis

#### Vittorie: 1
| Edizione         | Squadra svizzera                                             | Turn1/Avversari                                                |
| ---------------- | ------------------------------------------------------------ | -------------------------------------------------------------- |
| Coppa Davis 2014 | Stan Wawrinka Marco Chiudinelli Roger Federer Michael Lammer | 1R: SRB 2–3 SUI QF: SUI 3–2 KAZ SF: SUI 3–2 ITA F: FRA 1–3 SUI |

#### Partecipazioni: 51 (26–25)
| Gruppo                 |
| ---------------------- |
| Gruppo Mondiale (15–6) |
| WG Play-off (6–1)      |
| Gruppo I (7–2)         |
| Gruppo II (1–0)        |
| Gruppo III (0)         |
| Gruppo IV (0)          |

| Incontri per superficie |
| ----------------------- |
| Cemento (14–12)         |
| Terra rossa (9–8)       |
| Erba (1–2)              |
| Sintetico (2–3)         |

| Risultato | Numero.                                                                                                  | Gruppo                                                                                                   | Tipologia incontro                                                                                       | Nazione avversaria                                                                                       | Giocatore avversario(i)                                                                                  | Punteggio                                                                                                |
| 3–2; Febbraio 6 – 8, 2004; Sala Polivalentă, Bucarest, Romania; World Group primo turno; Terra rossa (i)                          | 3–2; Febbraio 6 – 8, 2004; Sala Polivalentă, Bucarest, Romania; World Group primo turno; Terra rossa (i) | 3–2; Febbraio 6 – 8, 2004; Sala Polivalentă, Bucarest, Romania; World Group primo turno; Terra rossa (i) | 3–2; Febbraio 6 – 8, 2004; Sala Polivalentă, Bucarest, Romania; World Group primo turno; Terra rossa (i) | 3–2; Febbraio 6 – 8, 2004; Sala Polivalentă, Bucarest, Romania; World Group primo turno; Terra rossa (i) | 3–2; Febbraio 6 – 8, 2004; Sala Polivalentă, Bucarest, Romania; World Group primo turno; Terra rossa (i) | 3–2; Febbraio 6 – 8, 2004; Sala Polivalentă, Bucarest, Romania; World Group primo turno; Terra rossa (i) |
| --- | --- | --- | --- | --- | --- | --- |
| Sconfitta | 1. | V | Singolo                                                                                                  | Romania                                                                                                  | Victor Hănescu                                                                                           | 3–6, 7–63, 3–6                                                                                           |
| 2–3; Marzo 4 – 6, 2005; Sala Polivalentă, Friburgo, Svizzera; World Group primo turno; Cemento (i)                                | | | | | | |
| Sconfitta | 2. | II | Singolo                                                                                                  | Paesi Bassi                                                                                              | Peter Wessels                                                                                            | 612–7, 7–64, 67–7, 4–6                                                                                   |
| Sconfitta | 3. | IV | Singolo                                                                                                  | Paesi Bassi                                                                                              | Sjeng Schalken                                                                                           | 6–1, 2–6, 4–6, 6–2, 7–9                                                                                  |
| 5–0; Settembre 23 – 25, 2005; Palexpo, Ginevra, Svizzera; World Group Play-off; Terra rossa (i)                                   | | | | | | |
| Vittoria | 1. | V | Singolo                                                                                                  | Gran Bretagna                                                                                            | Andy Murray                                                                                              | 6–3, 7–65, 6–2                                                                                           |
| Vittoria | 2. | V | Singolo                                                                                                  | Gran Bretagna                                                                                            | Alan Mackin                                                                                              | 7–5, 7–65                                                                                                |
| 2–3; Febbraio 10 – 12, 2006; Arena di Ginevra, Ginevra, Svizzera; World Group primo turno; Terra rossa (i)                        | | | | | | |
| Vittoria | 6. | V | Singolo                                                                                                  | Australia                                                                                                | Chris Guccione                                                                                           | 7–5, 3–6, 6–4, 7-66                                                                                      |
| Sconfitta | 7. | III | Doppio (con Yves Allegro)                                                                                | Australia                                                                                                | Wayne Arthurs / Paul Hanley                                                                              | 6–7, 4–6, 6–4, 65–7                                                                                      |
| Vittoria | 8. | IV | Singolo                                                                                                  | Australia                                                                                                | Peter Luczak                                                                                             | 6–4, 6–2, 68–7, 6–2                                                                                      |
| 4–1; 22–24 settembre 2006; Palexpo, Ginevra, Svizzera; World Group Play-off; Cemento indoor (i)                                   | | | | | | |
| Sconfitta | 9 | II | Singles                                                                                                  | Serbia e Montenegro                                                                                      | Novak Đoković                                                                                            | 4–6, 6–3, 6–2, 63–7, 4–6                                                                                 |
| 2–3; 21–23 settembre 2007; Sazka Arena, Praga, Repubblica Ceca; World Group Play-off; Sintetico indoor (i)                        | | | | | | |
| Sconfitta | 10 | II | Singolare                                                                                                | Repubblica Ceca                                                                                          | Tomáš Berdych                                                                                            | 65–7, 4–6, 5–7                                                                                           |
| Sconfitta | 11 | V | Singolare                                                                                                | Repubblica Ceca                                                                                          | Radek Štěpánek                                                                                           | 7–6(7–4), 6–3, 7–65                                                                                      |
| 4–1; 8–10 febbraio 2008; Bodensee-Arena, Kreuzlingen, Svizzera; Group I Europa/Africa primo turno; Cemento (i)                    | | | | | | |
| Vittoria | 12 | II | Singolare                                                                                                | Polonia                                                                                                  | Blazej Koniusz                                                                                           | 6–3, 7–64, 6–3                                                                                           |
| 4–1; 11–13 aprile 2008; Football Manege, Minsk, Bielorussia; Group I Europa/Africa secondo turno; Sintetico indoor (i)            | | | | | | |
| Vittoria | 13 | II | Singolare                                                                                                | Bielorussia                                                                                              | Uladzimir Ihnacik                                                                                        | 4–6, 6–1, 7–62, 6–2                                                                                      |
| Sconfitta | 14 | III | Doppio (con Yves Allegro)                                                                                | Bielorussia                                                                                              | Maks Mirny / Vladimir Volčkov                                                                            | 6–3, 3–6, 1–6, 2–6                                                                                       |
| Vittoria | 15 | IV | Singolare                                                                                                | Bielorussia                                                                                              | Vladimir Volčkov                                                                                         | 7–66, 4–6, 0–6, 7–5, 6–4                                                                                 |
| 4–1; 19–21 settembre 2008; Centre Intercommunal de Glace Malley, Losanna, Svizzera; World Group Play-off; Cemento (i)             | | | | | | |
| Vittoria | 16 | I | Singolare                                                                                                | Belgio                                                                                                   | Steve Darcis                                                                                             | 64–7, 6–1, 6–3, 2–6, 6–4                                                                                 |
| Vittoria | 17 | III | Doppio (con Roger Federer)                                                                               | Belgio                                                                                                   | Xavier Malisse / Olivier Rochus                                                                          | 4–6, 7–66, 6–3, 6–3                                                                                      |
| 1–4; 6–8 marzo 2009; Birmingham-Jefferson Convention Complex Arena, Birmingham, Stati Uniti; World Group primo turno; Cemento (i) | | | | | | |
| Vittoria | 18 | I | Singolare                                                                                                | Stati Uniti                                                                                              | James Blake                                                                                              | 3–6, 6–4, 6–3, 7–63                                                                                      |
| Sconfitta | 19 | III | Doppio (con Yves Allegro)                                                                                | Stati Uniti                                                                                              | Bob Bryan / Mike Bryan                                                                                   | 3–6, 4–6, 6–3, 6–72                                                                                      |
| Sconfitta | 20 | IV | Singolare                                                                                                | Stati Uniti                                                                                              | Andy Roddick                                                                                             | 4–6, 4–6, 2–6                                                                                            |
| 3–2; 18–20 settembre 2009; Centro Sportivo "Valletta Cambiaso", Genova, Italia; World Group Play-off; Terra rossa                 | | | | | | |
| Vittoria | 21 | I | Singolare                                                                                                | Italia                                                                                                   | Andreas Seppi                                                                                            | 6–4, 6–1, 6–2                                                                                            |
| Sconfitta | 22 | III | Doppio (con Marco Chiudinelli)                                                                           | Italia                                                                                                   | Simone Bolelli / Potito Starace                                                                          | 2–6, 4–6, 63–7                                                                                           |
| 1–4; 5–7 marzo 2010; Plaza de Toros de La Ribera, Logroño, Spagna; World Group primo turno; Terra rossa (i)                       | | | | | | |
| Vittoria | 23 | I | Singolare                                                                                                | Spagna                                                                                                   | Nicolás Almagro                                                                                          | 3–6, 6–4, 3–6, 7–5, 6–3                                                                                  |
| Sconfitta | 24 | III | Doppio (con Yves Allegro)                                                                                | Spagna                                                                                                   | Marcel Granollers / Tommy Robredo                                                                        | 68–7, 2–6, 6–4, 4–6                                                                                      |
| Sconfitta | 25 | IV | Singolare                                                                                                | Spagna                                                                                                   | David Ferrer                                                                                             | 2–6, 4–6, 0–6                                                                                            |
| 0–5; 17–19 settembre 2010; National Tennis Centre, Astana, Kazakistan; World Group Play-offs; Cemento (i)                         | | | | | | |
| Sconfitta | 26 | II | Singolare                                                                                                | Kazakistan                                                                                               | Michail Kukuškin                                                                                         | 6–3, 1–6, 4–6, 6–1, 3–6                                                                                  |
| Sconfitta | 27 | III | Doppio (con Yves Allegro)                                                                                | Kazakistan                                                                                               | Andrej Golubev / Jurij Ščukin                                                                            | 4–6, 3–6, 3–6                                                                                            |
| 5–0; 8–10 luglio 2011; PostFinance-Arena, Berna, Svizzera; Group I Europa/Africa secondo turno; Cemento (i)                       | | | | | | |
| Vittoria | 28 | I | Singolare                                                                                                | Portogallo                                                                                               | Frederico Gil                                                                                            | 7–5, 6–3, 6–4                                                                                            |
| Vittoria | 29 | III | Doppio (con Roger Federer)                                                                               | Portogallo                                                                                               | Frederico Gil / Leonardo Tavares                                                                         | 6–3, 6–4, 6–4                                                                                            |
| Vittoria | 30 | V | Singolare                                                                                                | Portogallo                                                                                               | Leonardo Tavares                                                                                         | 7–61, 6–0                                                                                                |
| 3–2; 16–18 settembre 2011; Royal Sydney Golf Club, Sydney, Australia; World Group Play-offs; Erba                                 | | | | | | |
| Sconfitta | 31 | I | Singolare                                                                                                | Australia                                                                                                | Bernard Tomić                                                                                            | 6–4, 4–6, 3–6, 3–6                                                                                       |
| Sconfitta | 32 | III | Doppio (con Roger Federer)                                                                               | Australia                                                                                                | Chris Guccione / Lleyton Hewitt                                                                          | 6–2, 4–6, 2–6, 65–7                                                                                      |
| Vittoria | 33 | V | Singolare (decider)                                                                                      | Australia                                                                                                | Lleyton Hewitt                                                                                           | 4–6, 6–4, 67–7, 6–4, 6–3                                                                                 |
| 0–5; 10–12 febbraio 2012; Forum Fribourg, Fribourg, Svizzera; World Group primo turno; Terra rossa (i)                            | | | | | | |
| Sconfitta | 34 | I | Singolare                                                                                                | Stati Uniti                                                                                              | Mardy Fish                                                                                               | 2–6, 6–4, 6–4, 1–6, 7–9                                                                                  |
| Sconfitta | 35 | III | Doppio (con Roger Federer)                                                                               | Stati Uniti                                                                                              | Mike Bryan / Mardy Fish                                                                                  | 6–4, 3–6, 3–6, 3–6                                                                                       |
| 3–2; 14–16 settembre 2012; Westergasfabriek, Amsterdam, Paesi Bassi; World Group Play-off; Terra rossa                            | | | | | | |
| Vittoria | 36 | II | Singolare                                                                                                | Paesi Bassi                                                                                              | Robin Haase                                                                                              | 6–3, 3–6, 6–3, 7–64                                                                                      |
| Sconfitta | 37 | III | Doppio (con Roger Federer)                                                                               | Paesi Bassi                                                                                              | Robin Haase / Jean-Julien Rojer                                                                          | 4–6, 2–6, 7–5, 3–6                                                                                       |
| 2–3; 1–3 febbraio 2013; Palexpo, Ginevra, Svizzera; World Group primo turno; Cemento (i)                                          | | | | | | |
| Vittoria | 38 | I | Singolare                                                                                                | Repubblica Ceca                                                                                          | Lukáš Rosol                                                                                              | 6–4, 6–3, 6–4                                                                                            |
| Sconfitta | 39 | III | Doppio (con Marco Chiudinelli)                                                                           | Repubblica Ceca                                                                                          | Tomáš Berdych / Lukáš Rosol                                                                              | 4–6, 7–5, 4–6, 7–63, 22–24                                                                               |
| Sconfitta | 40 | IV | Singolare                                                                                                | Repubblica Ceca                                                                                          | Tomáš Berdych                                                                                            | 3–6, 4–6, 6–3, 65–7                                                                                      |
| 4–1; 13–15 settembre 2013; Patinoire du Littoral, Neuchâtel, Svizzera; World Group Play-off; Cemento (i)                          | | | | | | |
| Vittoria | 41 | I | Singolare                                                                                                | Ecuador                                                                                                  | Emilio Gómez                                                                                             | 6–4, 6–3, 6–3                                                                                            |
| Vittoria | 42 | III | Doppio (con Michael Lammer)                                                                              | Ecuador                                                                                                  | Emilio Gómez / Roberto Quiroz                                                                            | 6–3, 6–4, 3–6, 67–7, 6–4                                                                                 |
| 3–2; 31 gennaio – 2 febbraio 2014; SPENS, Novi Sad, Serbia; World Group primo turno; Cemento (i)                                  | | | | | | |
| Vittoria | 43 | II | Singolare                                                                                                | Serbia                                                                                                   | Dušan Lajović                                                                                            | 6–4, 4–6, 6–1, 7–67                                                                                      |
| 3–2; 4–6 aprile 2014; Palexpo, Ginevra, Svizzera; World Group Quarti di finale; Cemento (i)                                       | | | | | | |
| Sconfitta | 44 | I | Singolare                                                                                                | Kazakistan                                                                                               | Andrej Golubev                                                                                           | 65–7, 2–6, 6–3, 65–7                                                                                     |
| Sconfitta | 45 | III | Doppio (con Roger Federer)                                                                               | Kazakistan                                                                                               | Andrej Golubev / Oleksandr Nedovjesov                                                                    | 4–6, 65–7, 6–4, 66–7                                                                                     |
| Vittoria | 46 | IV | Singolare                                                                                                | Kazakistan                                                                                               | Michail Kukuškin                                                                                         | 64–7, 6–4, 6–4, 6–4                                                                                      |
| 3–2; 12–14 settembre 2014; Palexpo, Ginevra, Svizzera; World Group Semifinale; Cemento (i)                                        | | | | | | |
| Vittoria | 47 | II | Singolare                                                                                                | Italia                                                                                                   | Fabio Fognini                                                                                            | 6–2, 6–3, 6–2                                                                                            |
| Sconfitta | 48 | III | Doppio (con Marco Chiudinelli)                                                                           | Italia                                                                                                   | Simone Bolelli / Fabio Fognini                                                                           | 5–7, 6–3, 7–5, 3–6, 2–6                                                                                  |
| 3–1; 21–23 novembre 2014; Stade Pierre-Mauroy, Lilla, Francia; World Group Finale; Terra rossa (i)                                | | | | | | |
| Vittoria | 49 | I | Singolare                                                                                                | Francia                                                                                                  | Jo-Wilfried Tsonga                                                                                       | 6–1, 3–6, 6–3, 6–2                                                                                       |
| Vittoria | 50 | III | Doppio (con Roger Federer)                                                                               | Francia                                                                                                  | Julien Benneteau / Richard Gasquet                                                                       | 6–3, 7–5, 6–4                                                                                            |
| 4–1; 18-20 settembre 2015; Palexpo, Ginevra, Svizzera; World Group Play-off; Cemento (i)                                          | | | | | | |
| Vittoria | 51 | I | Singolare                                                                                                | Olanda                                                                                                   | Thiemo de Bakker                                                                                         | 2-6, 6-3, 4-6, 6–3, 7-5                                                                                  |

### Giochi Olimpici

#### Singolare (1–2)
| Anno | Numero | Avversario     | Ranking | Superficie | Turno | Punteggio     |
| 2008 | 1.     | Frank Dancevic | 148     | Cemento    | 1T    | 4–6, 6–3, 6–2 |
| 2008 | 2.     | Jürgen Melzer  | 51      | Cemento    | 2T    | 4–6, 0–6      |
| 2012 | 3.     | Andy Murray    | 4       | Erba       | 1T    | 3–6, 3–6      |

#### Doppio (6–1)
| Anno | Numero | Avversario                      | Ranking | Superficie | Turno | Punteggio           |
| 2008 | 1.     | Simone Bolelli Andreas Seppi    | 148     | Cemento    | 1T    | 7–5, 6–1            |
| 2008 | 2.     | Dmitrij Tursunov Michail Južnyj | 51      | Cemento    | 2T    | 6–4, 6–3            |
| 2008 | 3.     | Mahesh Bhupathi Leander Paes    | 51      | Cemento    | QF    | 6–2, 6–4            |
| 2008 | 4.     | Bob Bryan Mike Bryan            | 51      | Cemento    | SF    | 7–66, 6–4           |
| 2008 | 5.     | Simon Aspelin Thomas Johansson  | 51      | Cemento    | F     | 6–3, 6–4, 64–7, 6–3 |
| 2012 | 6.     | Kei Nishikori Gō Soeda          | 4       | Erba       | 1T    | 65–7, 6–4, 6–4      |
| 2012 | 7.     | Jonathan Erlich Andy Ram        | 4       | Erba       | 2T    | 6–1, 65–7, 3–6      |

## Record
- È stato il secondo svizzero nella storia a vincere un torneo del Grande Slam (dopo Roger Federer).
- Ha fatto parte della squadra svizzera che ha vinto per la prima volta la Coppa Davis nel 2014.